# Galeandra curvifolia
Galeandra curvifolia é uma espécie de planta com flor pertencente à família Orchidaceae. Esta espécie é Barb.Rodr. primeira descrição científica em 1877.

## Espécies
| - Galeandra andamanensis Rolfe, 1895. - Galeandra arundinis Garay & G.A.Romero, 2005. - Galeandra badia Garay & G.A.Romero, 1998. - Galeandra barbata Lem., 1856. - Galeandra batemanii Rolfe, 1892. - Galeandra baueri Lindl. in F.A.Bauer, 1830. - Galeandra beyrichii Rchb.f., 1850. - Galeandra bicarinata G.A.Romero & P.M.Br., 2000. - Galeandra biloba Garay, 1999. - Galeandra camptoceras Schltr., 1910. - Galeandra carnevaliana G.A.Romero & Warford, 1995. - Galeandra chapadensis Campacci, 2001. - Galeandra claesii Cogn., 1893. - Galeandra curvifolia Barb.Rodr., 1877. - Galeandra devoniana M.R.Schomb. ex Lindl., 1840. - Galeandra dives Rchb.f. & Warsz., 1854. - Galeandra duidensis Garay & G.A.Romero, 1998. - Galeandra graminoides Barb.Rodr., 1877. - Galeandra greenwoodiana Warford, 1994. - Galeandra harveyana Rchb.f., 1883. - Galeandra huebneri Schltr., 1925. - Galeandra hysterantha Barb.Rodr., 1877. - Galeandra junceoides Barb.Rodr., 1877. - Galeandra lacustris Barb.Rodr., 1877. - Galeandra lagoensis Rchb.f. & Warm. in H.G.Reichenbach, 1881. - Galeandra leptoceras Schltr., 1920. - Galeandra levyae Garay, Harvard Pap. Bot. 4: 310 (1999. - Galeandra macroplectra G.A.Romero & Warford, 1995. - Galeandra magnicolumna G.A.Romero & Warford, 1995. - Galeandra minax Rchb.f., 1874. - Galeandra multifoliata W.Zimm., 1934. - Galeandra nivalis Mast., 1882. - Galeandra paraguayensis Cogn., 1903. - Galeandra pilosocolumna (C.Schweinf.) D.E.Benn. & Christenson, 2001. - Galeandra santarena S.H.N.Monteiro & J.B.F.Silva, 2002 publ. 2003. - Galeandra stangeana Rchb.f., 1856. - Galeandra styllomisantha (Vell.) Hoehne, 1952. - Galeandra xerophila Hoehne,1915. |

## Descrição
As plantas têm folhas plicadas, um pé curto na coluna e 4 polinas.

## Cultura
As plantas crescem em condições frias a quentes com iluminação moderada. Vaso em casca fina ou musgo esfagno. Regue regularmente durante o verão, cerca de uma vez a cada dois dias e reduza gradualmente à medida que o inverno se aproxima do inverno. As plantas podem ser infrequentes no inverno para evitar que os pseudobulbos murchem, mas mantenha a rega até que novos brotos apareçam.

## Nomenclatura
O gênero é nomeado após a forma de capacete da antera, sinônimos Corydandra Rchb.f 1841.